# 海野町柳沢家日記
『海野町柳沢家日記』（うんのまちやなぎさわけにっき）は、長野県上田市海野町で問屋を営んできた柳沢家に残る日記であり、1681年（延宝9年） – 1873年（明治6年）にかけての歴代当主が記している。その数は140冊にも及び、1969年5月9日に上田市の有形文化財に指定されている。『本陣日記』とも呼ばれる。
柳沢家は問屋として上田城城下町のうち海野町地域（海野町、横町、鍛冶町）の継立を担ってきたほか、上田宿の本陣も担っていた。日記には上田藩からのお触れ、藩へ提出した書類の控えのほか、当時の上田における転入出、年中行事、事件、事故、訴訟などの様々な記録が残っている。
江戸時代初期から明治初めまでの長期にわたって記録が残っているため、『原町滝沢家日記』と共に上田市史にとって最も基本的な古文書である。